# Барал
Барал (фр. Baralle) насеље је и општина у североисточној Француској у региону Север-Па де Кале, у департману Па де Кале која припада префектури Арас.
По подацима из 2011. године у општини је живело 478 становника, а густина насељености је износила 60,13 становника/km². Општина се простире на површини од 7,95 km². Налази се на средњој надморској висини од 69 метара (максималној 78 m, а минималној 44 m).

## Демографија
| 1962. | 1968. | 1975. | 1982. | 1990. | 1999. | 2011. |
| ----- | ----- | ----- | ----- | ----- | ----- | ----- |
| 482   | 491   | 442   | 418   | 468   | 487   | 478   |

График промене броја становника у току последњих година